# Sierp i Mołot Moskwa
Sierp i Mołot Moskwa (ros. «Серп и Молот» Москва) – rosyjski klub piłkarski z Moskwy.

## Historia
Nazwy:
- 1923—1924: AKS Moskwa (АКС Москва)
- 1925—1930: RKimA Moskwa («РКимА» Москва)
- 1936: Sierp i Mołot Moskwa («Серп и Молот» Москва)
- 1937—1962: Mietałłurg Moskwa («Металлург» Москва)
- 1963—1999: Sierp i Mołot Moskwa («Серп и Молот» Москва)
- 2000: Sierp i Mołot-SNS Moskwa («Серп и Молот-СНС» Москва)
- 2001: Sierp i Mołot Tiusom Moskwa («Серп и Молот Тюсом» Москва)
- 2002—2004 i 2009—2011: Sierp i Mołot Moskwa («Серп и Молот» Москва)
- 2017: Mietałłurg Moskwa («Металлург» Москва)

Piłkarska drużyna AKS została założona w Moskwie w 1923
Początkowo drużyna występowała w Mistrzostwach Moskwy (od 1925 jako RKimA - Rejonowy Klub im. Astachowa).
Wiosną 1936 zespół pod nazwą Sierp i Młot debiutował w Grupie B Mistrzostw ZSRR, a już jesienią 1936 został mistrzem i zdobył awans do klasy A.
W 1937 klub zmienił nazwę na Mietałłurg i startował w Grupie A, w której występował do 1940, kiedy to zajął ostatnie 13 miejsce.
W latach 1948—1949 klub ponownie startował w Drugiej Grupie.
Po reformie systemu lig ZSRR w 1963 ponownie jako Sierp i Młot otrzymał prawo występować w Klasie B, grupie 1, w której występował do 1969. 
W 1969 zajął ostatnie 20 miejsce i pożegnał się z rozrywkami na poziomie profesjonalnym.
Dopiero w 1999 klub pojawił się w Amatorskiej Lidze w Mistrzostwach Rosji. Po pięciu sezonach występów w rozgrywkach amatorskich klub został rozformowany. 
W 2005 na bazie klubu został utworzony klub Maccabi Moskwa.
W 2009 klub został odrodzony i grał w moskiewskiej LFL (Lidze Amatorskiej) do 2011.
W 2017 roku do rozgrywek Ligi Amatorskiej zgłoszono drużynę o nazwie Mietałłurg, jednak nie ukończyła ona rozgrywek.

## Osiągnięcia
- 3 miejsce w Grupie A ZSRR: 1938
- 1/8 finału w Pucharze ZSRR: 1936, 1938, 1948